# Seahorse Spirit
Le Seahorse Spirit était un navire polyvalent exploité par Defence Maritime Services sous contrat avec la Royal Australian Navy (RAN). Il était basé à Western Port dans l'état de Victoria. Lancé le 21 décembre 1979 et mis en service en 1981, il a été désarmé le 22 juillet 2016.